# Asadipus insolens
Espèce
Synonymes
- Trachelas insolens Simon, 1896

Asadipus insolens est une espèce d'araignées aranéomorphes de la famille des Lamponidae.

## Distribution
Cette espèce est endémique du Queensland en Australie. Elle se rencontre vers Cooktown.

## Description
Le mâle décrit par Platnick en 2000 mesure 6,1 mm.

## Publication originale
- Simon, 1896 : Descriptions d'arachnides nouveaux de la famille des Clubionidae. Annales de la Société Entomologique de Belgique, vol. 40, p. 400-422 (texte intégral).